# NGC 2596
NGC 2596 ist eine spiralförmige Radiogalaxie vom Hubble-Typ Sb im Sternbild Krebs auf der Ekliptik. Sie ist schätzungsweise 261 Millionen Lichtjahre von der Milchstraße entfernt und hat einen Durchmesser von etwa 140.000 Lichtjahren. Vom Sonnensystem aus entfernt sich die Galaxie mit einer errechneten Radialgeschwindigkeit von näherungsweise 5.900 Kilometern pro Sekunde.
Die Typ-1b Supernova SN 2003bp wurde hier beobachtet.
Das Objekt wurde am 26. Januar 1865 von Albert Marth entdeckt.

## Galaktisches Umfeld
| Nr. | Galaxie                   | Alternativname            | Rek           | Dek           | Distanz/asec |
| --- | ------------------------- | ------------------------- | ------------- | ------------- | ------------ |
| →   | NGC 2596                  | LEDA/PGC 23714            | 08h27m26.519s | +17d17m02.69s | 0            |
| 1   | LEDA/PGC 1531452          | 2MASX J08271304+1723010   | 08h27m13.071s | +17d23m00.96s | 406.70       |
| 2   | LEDA/PGC 1526749          | 2MASX J08270619+1711211   | 08h27m06.210s | +17d11m21.20s | 449.04       |
| 3   | LEDA/PGC 1532845          | 2MASX J08270871+1726270   | 08h27m08.751s | +17d26m26.78s | 618.63       |
| 4   | NGC 2593                  | LEDA/PGC 23692            | 08h26m47.833s | +17d22m29.65s | 643.15       |
| 5   | LEDA/PGC 1526384          | WISEA J082644.92+171021.6 | 08h26m44.914s | +17d10m21.55s | 718.48       |
| 6   | LEDA/PGC 213487           | 2MASX J08264125+1722336   | 08h26m41.244s | +17d22m34.04s | 728.53       |
| 7   | WISEA J082648.19+172550.4 | 2MASS J08264820+1725504   | 08h26m48.194s | +17d25m50.42s | 761.18       |
| 8   | LEDA/PGC 1531153          | 2MASX J08281585+1722164   | 08h28m15.867s | +17d22m16.53s | 773.20       |
| 9   | LEDA/PGC 1528569          | 2MASX J08263175+1715486   | 08h26m31.770s | +17d15m48.60s | 787.52       |
| 10  | LEDA/PGC 213488           | 2MASX J08264153+1724486   | 08h26m41.551s | +17d24m48.73s | 794.71       |
| 11  | LEDA/PGC 1529976          | 2MASX J08263084+1719116   | 08h26m30.852s | +17d19m12.28s | 806.89       |
| 12  | 2MASX J08281690+1723304   | WISEA J082816.92+172330.2 | 08h28m16.920s | +17d23m30.30s | 819.18       |
| 13  | LEDA/PGC 1528944          | 2MASX J08262655+1716410   | 08h26m26.567s | +17d16m40.59s | 858.97       |